# Кембъл (окръг, Южна Дакота)
Вижте пояснителната страница за други значения на Кембъл.
Окръг Кембъл (на английски: Campbell County) е окръг в щата Южна Дакота, Съединени американски щати. Площта му е 1998 km², а населението - 1379 души (2017). Административен център е град Маунд Сити.